# Рекомбинация (генетика)
Генетичната рекомбинация е процес, при който нишка от генетичен материал (обикновено ДНК, но може и РНК) бива разкъсана и след това присъединена до различни ДНК молекули. При еукариотите рекомбинацията обикновено се случва по време на мейозата като хромозомен кросинговър между сдвоени хромозоми. Този процес води до поколение с различна комбинация от гени в сравнение с техните родителите и може да даде начало на нови химерични алели. В еволюционната биология това разбъркване на гени се смята за източник на множество предимства.
|  | Тази страница частично или изцяло представлява превод на страницата Genetic recombination в Уикипедия на английски. Оригиналният текст, както и този превод, са защитени от Лиценза „Криейтив Комънс – Признание – Споделяне на споделеното“, а за съдържание, създадено преди юни 2009 година – от Лиценза за свободна документация на ГНУ. Прегледайте историята на редакциите на оригиналната страница, както и на преводната страница, за да видите списъка на съавторите. ВАЖНО: Този шаблон се отнася единствено до авторските права върху съдържанието на статията. Добавянето му не отменя изискването да се посочват конкретни източници на твърденията, които да бъдат благонадеждни. |